# Niko, le petit renne 2
Série
Niko, le petit renne
(2008) Niko, le petit renne : Mission père Noël
(2024)
Pour plus de détails, voir Fiche technique et Distribution.
Niko, le petit renne 2 (Niko 2 - Lentäjäveljekset) est un film de Noël d'animation germano-dano-finno-irlandais réalisé par Kari Juusonen (fi) et Jørgen Lerdam, sorti en 2012.
Il est la suite de Niko, le petit renne, sorti en 2008. En décembre 2024, un troisième opus, intitulé Niko, le petit renne : Mission père Noël, est attendu en salles.
Le film suit Niko le petit renne qui voudrait que ses parents se retrouvent et qu’ils forment enfin une vraie famille. Mais sa mère a une surprise pour Niko : elle a rencontré quelqu’un, Lenni, un renne qui a un fils nommé Jonni. Le rêve de Niko est alors brisé. Dans cette famille recomposée, Niko doit s’occuper de Jonni, son nouveau petit frère. Mais un jour, celui-ci est enlevé par le loup blanc et sa horde de vautours ! Accompagné de son fidèle ami Julius l’écureuil volant, Niko démarre alors une grande aventure à la recherche de Jonni, avec à la clef, l’acceptation d’une nouvelle famille.

## Synopsis
Depuis que Niko sait que son père est Furie de la brigade volante, il y passe tous les week-ends pour pouvoir voler aussi bien que lui. Il espère secrètement que ses parents se réuniront. Mais à la maison, il doit apprendre que sa mère Oona a rencontré un joli renne qui fait des jeux de mots sur la température nommé Lenni. Pour couronner le tout, Niko a aussi un demi-frère avec le fils de Lenni : Jonni, qui gagne rapidement le cœur des amis de Niko Julius, l’écureuil volant et de Wilma, la belette mais Niko refuse de l’accepter comme un nouveau membre de la famille. Niko souhaite vraiment se débarrasser du petit renne imposant. Son souhait se réalise également lorsque Jonni est enlevé par des aigles lors d'un jeu de cache-cache dans la forêt. Niko commence immédiatement la poursuite, mais doit prendre le chemin à pied en raison du mauvais temps. Ce faisant, il rencontre le vieux renne grincheux Tobias, qui l'accompagne à contrecœur. Pendant ce temps, les aigles ont dû apprendre de leur nouvelle chef qu'ils ont enlevé le mauvais garçon de renne et enferment Jonni dans un donjon sous une grande grotte rocheuse. Julius et Wilma averti Lenni pour lui dire que son fils a été capturé, Lenni décide de se rend au pays de demander de l’aide à Furie mais il ment à Oona en prétextant qu’il veut le défier. 
Niko y arrive par un passage secret, mais est également capturé par une erreur de Tobias. Ce faisant, il apprend que la chef des l'aigles est une louve blanche prénommée Milady à qui les oiseaux de proie sont fidèles. Elle dit à Niko qu'elle est la sœur du défunt Loucifer qui voulait tuer le Père Noël à l'époque, mais qui a été empêché par Niko et qu'elle veut maintenant se venger pour cela. Soudain, Niko et Jonni sont sauvés par Tobias, qui, il s'avère, peut aussi voler. Sur le chemin du retour, Tobias explique qu'il était autrefois le chef de la brigade volante, en raison de sa mauvaise vue et de sa fausse fierté, il était responsable du fait que deux enfants n'ont pas reçu de cadeaux la veille de Noël et qu'il était donc parti secrètement. Jonni explique à Niko que son père n’a jamais était aussi heureux depuis la mort de sa mère à sa naissance jusqu’à ce qu’il rencontre Oona. Niko et Jonni retrouvent leurs parents et leur mentent sur leur disparition. Sur le chemin du retour, Niko avoue son mensonge à sa mère et les autres avouent qu’ils étaient au courant. Furieux, Oona décide de repartir seul avec Niko.
Cependant, Milady n'a pas abandonné et se rend au pays du Père Noël pour capturer la brigade volante avec l'aide des aigles car ils cherchaient également à se venger des rennes pour les avoir bannis. Lorsque Niko se précipite à leur secours, Tobias, Jonni, Julius et Wilma viennent au secours et arrivent à repousser les aigles, alors Milady se retrouve emballée par des papiers cadeaux. Tobias apprend que la brigade volante le considère comme un héros et même le Père Noël est heureux de le revoir. Malgré la joie à ce sujet, Tobias sait que sa place n'est plus là et va avec Niko au troupeau des rennes. Maintenant, Niko accepte Lenni comme un deuxième père et Jonni comme son frère. Le jour de Noël, Oona donne naissance à une petite renne où Niko et Jonni sont ravies d’avoir une petite sœur. Maintenant, Niko parvient également à atteindre la vitesse McNoël grâce à son cœur heureux en vol. Mais les aigles peuvent aussi tirer quelque chose de positif de ce Noël, une Milady qui a été lacée et décorée comme un cadeau, et jouent avec ses nerfs en décidant de ne pas l’ouvrir avant le prochain Noël.

## Fiche technique
- Titre : Niko, le petit renne 2
- Titre original : Niko 2 - Lentäjäveljekset ou Niko 2 - Kleines Rentier, großer Held ou Niko 2 - Little Brother, Big Trouble
- Réalisation : Kari Juusonen et Jørgen Lerdam
- Scénario : Marteinn Thorisson et Hannu Tuomainen
- Montage : Antti Haikala
- Musique : Stephen McKeon
- Animation : John Coomey, Dave McEvoy et Antti Ripatti
- Producteur : Antti Haikala, Petteri Pasanen, Hannu Tuomainen et Moe Honan
  - Producteur délégué : Emely Christians, Ralph Christians et Anders Mastrup
- Production : Ulysses et Cinemakers
- Distribution : BAC Films
- Pays :  Irlande,  Danemark,  Finlande,  Allemagne
- Genre : Animation, aventure
- Durée : 79 minutes
- Sortie : 
  -  France : 28 novembre 2012
  -  Allemagne,  Danemark : 1er novembre 2012
  -  Finlande : 12 octobre 2012
  -  Belgique : 19 décembre 2012

## Distribution

### Voix finlandaises
- Kari Hietalahti : Armas
- Juha Veijonen : Raavas
- Elina Knihtilä : Oona
- Risto Kaskilahti : Ujas
- Kari Ketonen : Spede
- Pertti Koivula : Pomo
- Riku Nieminen : Lenni
- Jukka Rasila : Eetu
- Katariina Kaitue : Valkoinen susi
- Mikko Kivinen : Julius
- Jaakko Saariluoma : Viekas
- Petri Manninen : Tane
- Aarre Karén : Tobias
- Erik Carlson : Niko
- Vuokko Hovatta : Wilma
- Juhana Vaittinen : Jonni
- Peik Stenberg : Hirvas
- Mika Ala-Panula : Oinas

### Voix allemandes
- Yvonne Catterfeld : Wilma

### Voix françaises
- Tom Trouffier : Niko
- Rafaël Michau : Jonni
- Denis Boileau : Julius
- Michel Prud'homme : Tobias
- Valérie Siclay : Oona
- Alexis Victor : Lenni
- Céline Monsarrat : Milady
- Jacques Frantz : Boss
- Bernard Alane : Eddy
- Edgar Givry : Bourrife
- Dominique Collignon-Maurin : Corbak
- Guillaume Orsat : Furie
- Lionel Tua : Tornade
- Véronique Alycia : Wilma
- Bonnie Lener : Saga
- Philippe Catoire : le Père Noël
- Xavier Fagnon, Laurent Morteau et Emmanuel Rausenberger : les rennes de la brigade volante

Source : AlloDoublage